# Dány
Dány is een plaats (község) en gemeente in het Hongaarse comitaat Pest. Dány telt 4249 inwoners (2001).